# 대구국제고등학교
대구국제고등학교(大邱國際高等學校)는 대한민국 대구광역시 북구에 있는 공립 국제 고등학교이다.

## 연혁
- 2021년 3월 1일 : 이전한 옛 대구도남초등학교 부지에 개교[1]